# Willie Bell
Willie Bell (Johnstone, Escocia; 3 de septiembre de 1937-21 de marzo de 2023) fue un futbolista y entrenador de fútbol británico que jugó en la posición de defensa.

## Carrera

### Club
| Periodo   | Club                      | Apariciones | Goles |
| --------- | ------------------------- | ----------- | ----- |
| 1958–1960 | Queen's Park FC           | 54          | 2     |
| 1960–1967 | Leeds United FC           | 204         | 15    |
| 1967–1969 | Leicester City FC         | 49          | 0     |
| 1969–1970 | Brighton & Hove Albion FC | 44          | 1     |

### Selección nacional
Jugó para Escocia en dos ocasiones en 1966.

### Entrenador
| Periodo   | Club               |
| --------- | ------------------ |
| 1975–1977 | Birmingham City FC |
| 1977–1978 | Lincoln City FC    |
| 1979–2001 | Liberty Flames     |

## Tras el retiro
Bell practicaba el cristianismo y fue ordenando ministro, junto a su esposa Mary crearon un ministerio dedicado a visitar cárceles en Inglaterra y Estados Unidos. En 2014 publicó su autobiografía titulada "The Light at the End of the Tunnel".

## Logros

### Club
- Segunda División de Inglaterra: 1963–64

### Distinciones
- Doctorado en la Universidad Liberty
- Miembro del Salón Atlético de la Fama de la Universidad Liberty en 2011